# Henri de Massue

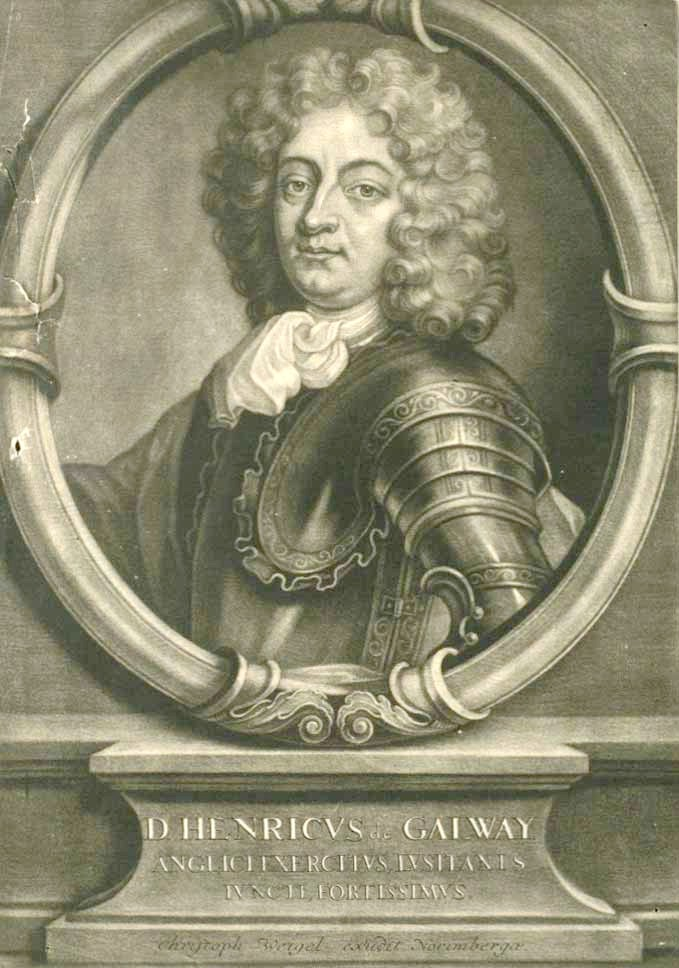
Henri de Massue

Henri de Massue, Marquis de Ruvigny, seit 1691 1. Viscount of Galway und 1. Baron Portarlington, seit 1697 1. Earl of Galway (* 9. April 1648 in Paris; † 3. September 1720) war ein französischer Adeliger. Als einer der führenden Hugenotten ging er nach der Aufhebung des Edikts von Nantes ins englische Exil. Er übernahm dort bedeutende militärische Aufgaben und zivile Posten.

## Leben

### Frühe Jahre
Henri de Massue stammte aus einer hugenottischen Adelsfamilie und war Sohn von Henri Massue Marquis de Ruvigny und der Mutter Marie Tallement. Der Vater war französischer Diplomat und unter anderem Gesandter in London. Er war auch Generalagent der Hugenotten am Hof Ludwig XIV. Nur noch über ihn konnten die Protestanten Bittschriften an den König richten. Er setzte sich vergeblich für bessere Rechte seiner Glaubensbrüder ein.
Er selbst trat früh in das französische Heer ein und diente 1672 bis 1675 unter Turenne. Möglicherweise wegen seiner Verwandtschaft mit der Frau von William Russell entsandte ihn Ludwig XIV. zu geheimen Verhandlungen an den Hof von Karl II. von England. Er wurde Nachfolger seines Vaters als Generalagent der Hugenotten. Er war auch Oberst einer der drei hugenottischen Infanterieregimenter. Nach der Aufhebung des Edikt von Nantes ging er 1689 oder 1690 mit anderen Hugenotten ins Exil nach England.

### Aufstieg im Exil
Er trat als Generalmajor in die Dienste von König Wilhelm III. Er nahm 1691 an der Schlacht von Aughrim gegen die Jakobiten in Irland teil und war ein Jahr später zeitweise Oberbefehlshaber in Irland. Im November dieses Jahres wurde er zum Viscount Galway und Baron Portarlington ernannt. Damit verbunden waren große Ländereien in Irland. Auf diesen siedelte er 600 hugenottische Flüchtlinge an.
Im Jahr 1693 kämpfte er während der Pfälzischen Erbfolgekrieges in der Schlacht bei Neerwinden. Dort wurde er verwundet. Ein Jahr später nun im Rang eines Generalleutnants kommandierte er ein englisches Kontingent zur Unterstützung von Viktor Amadeus II. von Savoyen gegen die Franzosen in Italien. Nachdem dieser die Seiten gewechselt hatte, wurden die Truppen von Massue in die Niederlande verlegt.
Im Jahr 1697 wurde er zum Earl of Galway erhoben. Zwischen 1697 und 1701 spielte er als Lord Chief Justice of Ireland eine führende Rolle in den irischen Angelegenheiten. Danach war er zeitweise ohne öffentlichen Posten.

### Oberbefehlshaber in Portugal und Spanien
Im Jahr 1704 wurde er während des spanischen Erbfolgekrieges Kommandant der alliierten Truppen in Portugal. Er agierte ohne größeren Erfolg. Bei der vergeblichen Belagerung von Badajoz verlor er seinen rechten Arm. Seine Truppen wurden 1707 in der Schlacht bei Almansa vernichtend geschlagen. Der größte Teil Spaniens ging in der Folge in die Hand der Gegner über. 
Ihm gelang es, eine weitere Armee zusammenzustellen, und er erhielt erneut das Kommando übertragen. Bei La Gudina wurde er erneut geschlagen und konnte nur knapp der Kriegsgefangenschaft entgehen. Danach wurde er abberufen.

### Letzte Jahre
Während des Jakobitenaufstandes in Irland 1715 war er erneut einer der Lords of Justice in Irland. Da ein Großteil seiner irischen Besitzungen an die früheren Eigentümer zurückgegeben wurde und er seit langem seinen französischen Besitz eingebüßt hatte, gewährte ihm das Parlament eine jährliche Pension von 1500 Pfund. Er blieb unverheiratet. Ehrenhalber war er 1704 zum österreichischen Feldmarschall ernannt worden.